# Gruppo Sportivo Disabili Porto Torres
Il GSD Porto Torres  è una società con l'obiettivo di coinvolgere i portatori di disabilità nelle discipline sportive ed in particolare nel basket in carrozzina.

## Storia
Il GSD Porto Torres partecipa da subito al campionato nazionale di basket in carrozzina di serie A2, piazzandosi nell'edizione 1999-2000 al 2º posto assoluto e l'anno successivo al primo posto.
Con la promozione nel campionato nazionale di serie A1, il GSD Porto Torres ha sempre raggiunto livelli altissimi, centrando in tutti i campionati svolti (stagione 2001-2002, 2002-2003, 2003-2004, 2004-2005) i Play-Off scudetto.
Il 2003 ha visto la conquista del suo primo trofeo internazionale: la vittoria in Spagna della Coppa Andrè Vergauwen.
Il 25 febbraio 2017, per la prima volta nella sua storia, raggiunge matematicamente la prima posizione della classifica di Serie A, battendo 77-55 il Padova Millennium Basket a due giornate dalla fine del campionato.

## Roster 2024-2025
Aggiornato al 22 febbraio 2025.
|    | Naz.                   | Ruolo | Sportivo               | Anno |  |  | Note |
| -- | ---------------------- | ----- | ---------------------- | ---- |  |  | ---- |
| 0  | Iran (bandiera)        | AG    | Seyedmehran Hosseini   | 1989 |  |  | 3.0  |
| 2  | Italia (bandiera)      | A     | Cosimo Caiazzo         | 1979 |  |  | 3.0  |
| 3  | Turchia (bandiera)     | PG    | Baran Oğuz             | 2003 |  |  | 2.5  |
| 6  | Italia (bandiera)      | AC    | Giovanni Pietro Simula | 1974 |  |  | 4.0  |
| 7  | Turchia (bandiera)     | AG    | Ahmet Efetürk          | 1995 |  |  | 4.0  |
| 8  | Italia (bandiera)      | G     | Federico Bobbato       | 2008 |  |  | 3.0  |
| 11 | Polonia (bandiera)     | C     | Piotr Łuszyński        | 1973 |  |  | 4.5  |
| 14 | Italia (bandiera)      | G     | Luca Puggioni          | 1981 |  |  | 1.5  |
| 23 | Paesi Bassi (bandiera) | GA    | Mustafa Korkmaz        | 1988 |  |  | 3.0  |
| 25 | Italia (bandiera)      | G     | Alessio Ciciou         | 2005 |  |  | 1.0  |
| 94 | Italia (bandiera)      | G     | Dario Langiu           | 1994 |  |  | 1.0  |

### Staff tecnico
| Allenatore: | Christian Mura |
| Assistente: |                |

## Palmarès

### Competizioni nazionali
- Coppa Italia: 1

2025

### Competizioni internazionali
- Coppa Vergauwen: 1

2002-03
- Brinkmann Cup: 1

2012-13